# Enarmonia
Enarmonia là một chi bướm đêm thuộc phân họ Olethreutinae trong họ Tortricidae.

## Các loài
- Enarmonia decor Kawabe, 1978
- Enarmonia flammeata Kuznetzov, 1971
- Enarmonia formosana (Scopoli, 1763)
- Enarmonia major (Walsingham, 1900)
- Enarmonia minuscula Kuznetzov, 1981